# 운명의 골짜기
"운명의 골짜기"는 한국에서 제작된 전창근 감독의 1962년 영화이다. 김혜정 등이 주연으로 출연하였고 정병준 등이 제작에 참여하였다.

## 출연

### 주연
- 김혜정
- 전창근
- 이민

## 기타
- 조명: 이병준
- 미술: 홍성칠